# Gerechtigkeitsbrunnen (Bern)
Gerechtigkeitsbrunnen (Vodnjak pravičnosti) je vodnjak iz 16. stoletja v Gerechtigkeitsgasse v starem mestnem jedru [[Berna v Švici. Je edini bernski vodnjak, ki je ohranil vse prvotne oblikovalske elemente in je naveden kot kulturna dediščina državnega pomena.
Zahvaljujoč soimenjaku, znamenitemu kipu Hansa Gienga Pravičnost, Gerechtigkeitsbrunnen v umetniških lastnostih prekaša vse druge bernske vodnjake. Znamenita figura je bila do sredine 17. stoletja kopirana po vsej Švici. Kip je kopija izvirnika, ki so ga leta 1986 večinoma uničili vandali.

## Vodnjak
Vodnjak je sestavljen iz osmerokotnega glavnega bazena in dveh manjših prelivnih bazenov. Na glavnem bazenu, izdelanem iz neokrašenih apnenčastih plošč, pritrjenih z železnim obročem, je naveden datum ene od prenov, MDCCCXLV. V središču glavnega bazena iz osrednjega podstavka, ki je bil zamenjan leta 1949, izhajajo bronaste cevi. Na vrhu stoji ozek, kamnit steber, okrašen z akantovim frizom.

## Kip
Kip na stebru, v naravni velikosti, je Pravičnost oziroma poosebitev Pravičnosti. Prikazana je stoječa v ljubkem kontrapostu, in drži svoje tradicionalne atribute - pravični meč v desni roki, tehtnico v levi roki in zavezo čez očmi. Njen kostum je izdelan na starinski način, s sandali na nogah, razgaljenim enim kolenom, oblečena je v modro haljo z oklepom okrašenim z reliefnimi arabeskami.
Ob nogah Pravičnosti so na podstavku štirje manjši doprsni kipi: papež, cesar, sultan in župan, katerih zlata uradniška veriga naj bi prvotno nosila bernski grb. Vse figure si zatiskajo oči kot v podreditvi. Predstavljajo štiri zemeljske moči, štiri oblike vladanja po renesančnem humanizmu: teokracijo (papež), monarhijo (cesar), avtokracijo (sultan) in republiko (župan).

#### Simbolika
Kompozicija predstavlja nadvlado pravičnosti nad vsemi zemeljskimi oblastmi; različica srednjeveške podobe oblike Vrline, ki premaguje pregrehe. Sodobno prepričanje v božansko naravo pravičnosti je bolj razvidna iz bernske risbe za vitraj iz leta 1558 Hansa Rudolfa Manuela; tam krilata Pravičnost stoji nad glavah knezov, katerih simboli moči so zlomljeni. Božja pravičnost je bila pogost element političnega govora v obdobju reformacije v Bernu. Po mnenju reformatorjev je bila pravičnost po Božji besedi najvišja dolžnost vseh oblasti, ki je nadomeščala fevdalne pravice.
Takšni argumenti so bili med drugim uporabljeni za utemeljitev osvojitve Vauda od savojskih vojvod s strani Berna leta 1536. Medtem ko sta meč in tehtnica tradicionalna atributa Pravičnosti, so prevezane oči bernskega kipa novost in je šele pozneje postal pogost element v poosebitvah Pravičnosti in splošni simbol načela enakosti pred zakonom. Preveza pomeni, da je treba pravico izpolnjevati ne glede na položaj ali položaj; da je pravična razsodba sprejeta z introspekcijo in ne z zunanjim pogledom. Giengova Pravičnost je simbol republiške pravičnosti in je bila močan javni opomin na zakonsko oblast Bernske republike.

#### Vpliv
Giengova Pravičnost je imela do sredine 17. stoletja velik vpliv na oblikovalce vodnjakov. Samo v Švici je enajst vodnjakov pravičnosti, še več pa jih je bilo verjetno uničenih. Neposredne kopije obstajajo v Solothurnu (1561), Lozani (1585), Boudryju, Cudrefinu in Neuchâtelu; modele, na katere je vplival bernski kip, najdemo v Aarauu (1643), Bielu, Burgdorfu, Bruggu, Zürichu in Luzernu.

## Zgodovina
Vodnjak je bil zgrajen leta 1543, v bistvu v sedanjem stanju, da bi dopolnil starejši vodnjak pri Nydeggu. Njegovo trenutno ime je prvič zabeleženo leta 1687. Prenove so zabeležene v letih 1584, 1589, 1668 in 1687. Meč in tehtnica naj bi napadli Francozi ju odstranili leta 1798 ko sta izginila za več let; pogosto so ju zamenjali kot tudi druge dele figur. Podobo je leta 1890 prebarval Christian Bühler in leta 1925 Victor Surbek. Leta 1949 so bili zamenjani deli podstavka.

### Vandalizem
Potem ko je kip stal na svojem mestu 443 let, so ga 13. oktobra 1986 po polnoči podrli neznanci. Padec ga je v veliki meri uničil. Dejanja ni priznal nihče, a je bil na splošno pripisan Groupe Bélier, militantni mladinski organizaciji, ki zagovarja jurski separatizem. Takrat so se Béliersovi pogosto ukvarjali z vandalizmom, da bi izrazili ogorčenje jurskih separatistov zaradi domnev o nepravilnostih na plebiscitih 1974–75, zaradi katerih se Bernska Jura ni pridružila kantonu Jura, in nad tem, da so, po mnenju separatistov, te nepravilnosti prikrivale bernske in zvezne oblasti. Samo ena oseba je bila vpletena v uničenje kipa. Pascal Hêche, 29-letni mehanik in Bélier, je umaknil prvotno priznanje in priznal krivdo, da je sodeloval v napadu. Bernsko sodišče ga je obsodilo na 22 mesecev zapora in na 200.000 CHF odškodnine; sodbo je potrdilo Zvezno vrhovno sodišče v letih 1991 in 1992.
Od napada je poškodovan kip v postopku obnove v mestnem zgodovinskem muzeju. Kip, ki je na mestu od leta 1988, je kopija.